# 波拉克撞擊坑
7°49′S 25°12′E / 7.81°S 25.2°E

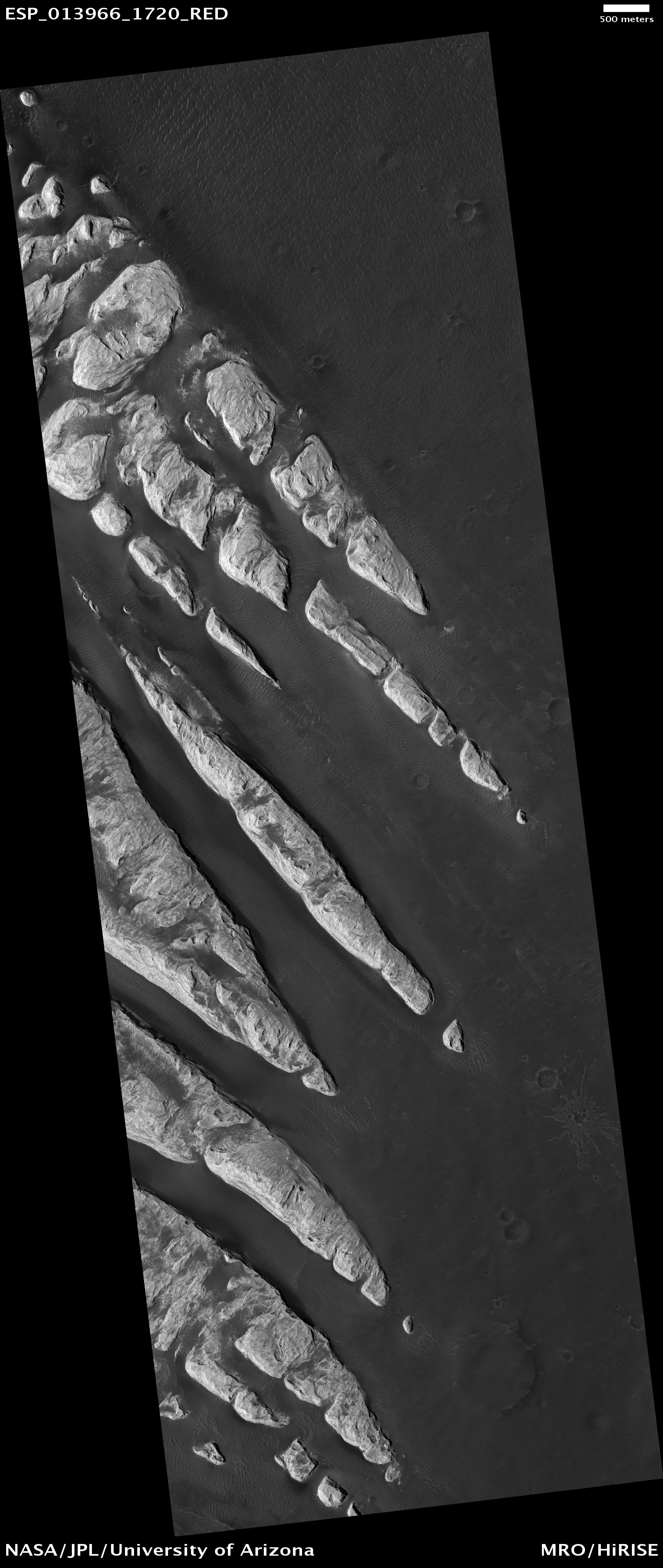
HiRISE所照的白岩東部。

波拉克撞擊坑（Pollack Crater）位於火星南緯7.81度，東經25.2度，直徑96.0公里，在斯基亞帕雷利撞擊坑的東南方，以美國物理學家詹姆斯·波拉克（James B. Pollack，1938－1994）命名。撞擊坑內有一片亮色區域——白岩。

## 白色岩石
1970年代水手9號拍攝到這個亮白的特徵，稱為白岩（White Rock），位於8°00′S 25°00′E / 8.0°S 25.0°E，寬15.5公里、長18.5公里，並認為是湖泊乾涸後的鹽沉積。（機會號於子午線高原有發現）不過它並非真的很亮，是周圍較暗岩石的對比效果以及當時攝影技術所造成，其實它和火星其他充滿沙子的亮區亮度相同。
火星全球勘測者的熱輻射光譜儀（TES）與火星奧德賽號的熱輻射成像系統（THEMIS）皆可藉測量紅外線得出日夜的溫度變化來決定地表為鬆散沙子或堅硬岩石，觀測顯示此白岩並非岩石，質地較鬆散，但有些許程度的固結，可能是火山灰或塵埃的風沉積物。白岩的光譜分析沒有水的跡象，故推翻是鹽的說法。水手號峽谷東北的恆河峽谷（Ganges Chasma）中也有幾處白岩，其中一個位於8°26′S 313°18′E / 8.44°S 313.3°E，這些可能也有相同成因。
白岩東南方不遠處的小撞擊坑中有小塊白岩，因此推測這些風沉積物曾分布更廣，並經由某種過程固結，但再度被風侵蝕成現在的大小，高度約三百公尺。